# Oxalis unduavensis
Oxalis unduavensis là một loài thực vật có hoa trong họ Chua me đất. Loài này được (Rusby) R. Knuth mô tả khoa học đầu tiên năm 1926.